# Angus & Julia Stone (album)
Angus & Julia Stone è il terzo ed eponimo album in studio del duo musicale australiano Angus & Julia Stone, pubblicato nel 2014.

## Tracce
Edizione Standard
1. A Heartbreak – 4:16
2. My Word for It – 4:08
3. Grizzly Bear – 4:08
4. Heart Beats Slow – 4:35
5. Wherever You Are – 3:41
6. Get Home – 4:31
7. Death Defying Acts – 5:13
8. Little Whiskey – 3:36
9. From the Stalls – 5:09
10. Other Things – 2:59
11. Please You – 5:40
12. Main Street – 5:35
13. Crash and Burn – 6:36

Tracce Bonus Edizione Deluxe
1. Do Without – 4:15
2. All This Love – 4:05
3. Roses – 3:29

Edizione Speciale Australia iTunes
1. A Heartbreak (Live in London / 2014) – 4:50
2. Main Street (Live in Sesto / 2014) – 5:51
3. For You (Live in Brisbane / 2014) – 5:02
4. Crash & Burn (Live in Lyon / 2014) – 6:15
5. My Word for It (Live in Brisbane / 2014) – 4:14
6. Big Jet Plane (Live in Lyon / 2014) – 4:15
7. Other Things (Live in Newcastle / 2014) – 6:03
8. Wedding Song (Live in Melbourne / 2014) – 3:44
9. Wherever You Are (Live in Brooklyn / 2014) – 3:40
10. Death Defying Acts (Live in Vienna / 2014) – 5:41
11. Santa Monica Dream (Live in Paris / 2014) – 5:24